# A žili spolu šťastně až na věky
A žili spolu šťastně až na věky (ve francouzském originále Ils se marièrent et eurent beaucoup d'enfants) je francouzský hraný film, který natočil Yvan Attal podle vlastního scénáře. Ve Francii měl film premiéru 25. srpna 2004. Autory originální hudby k filmu jsou Brad Mehldau a Christian Chevallier; dále jsou zde použity písně dalších interpretů, mezi které patří skupiny Radiohead a The Velvet Underground, ale také zpěvák Elvis Presley.

## Obsazení
| Johnny Depp             | L'inconnu |
| Charlotte Gainsbourgová | Gabrielle |
| Sébastien Vidal         | Thibault  |
| Yvan Attal              | Vincent   |
| Chloé Combret           | Chloé     |
| Alain Cohen             | Fred      |
| Carolina Gynning        | Zoé       |
| Alain Chabat            | Georges   |
| Ben Attal               | Joseph    |
| Emmanuelle Seignerová   | Nathalie  |